# Melanophrys insolita
Melanophrys insolita là một loài ruồi trong họ Tachinidae.